# Gare de Temmabashi
La gare de Temmabashi (天満橋駅, Tenmabashi-eki) est une gare ferroviaire de la ville d'Osaka au Japon. Elle est située dans l'arrondissement de Chūō. La gare est gérée par la compagnie Keihan et le métro d'Osaka.

## Situation ferroviaire
La gare de Temmabashi est située au PK 1,3 de la ligne principale Keihan et au PK 13,3 de la ligne de métro Tanimachi. Elle marque la fin de la ligne Keihan Nakanoshima.

## Histoire

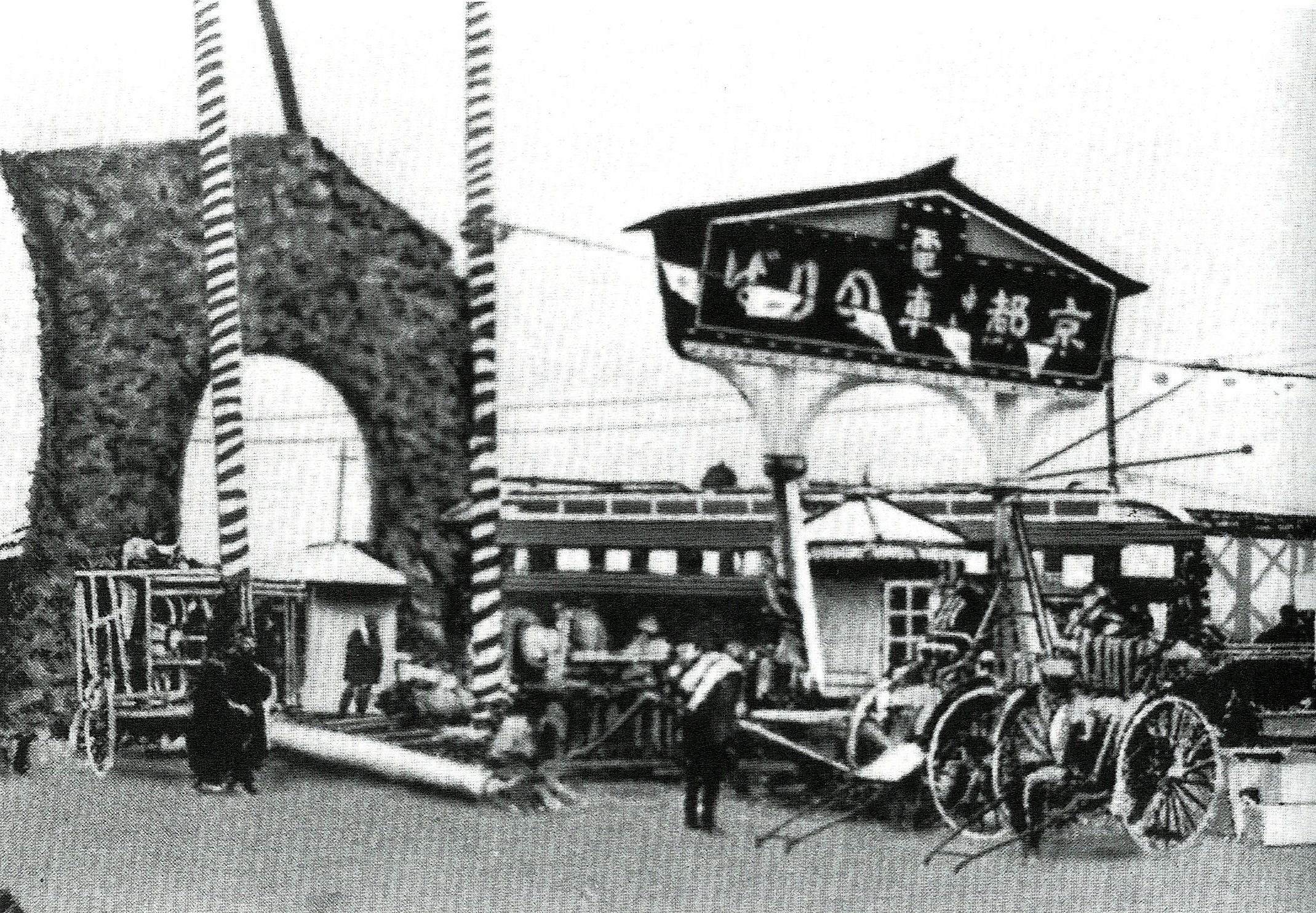
Gare de Temmabashi en 1910

La gare est inaugurée le 15 avril 1910. Le métro y arrive le 24 mars 1967. La gare fut partiellement détruite lors des bombardements d'Osaka en 1945.

## Service des voyageurs

### Accès et accueil
Gare souterraine, elle dispose d'une salle d'échange avec guichet.

### Desserte

#### Keihan
- Ligne principale Keihan :

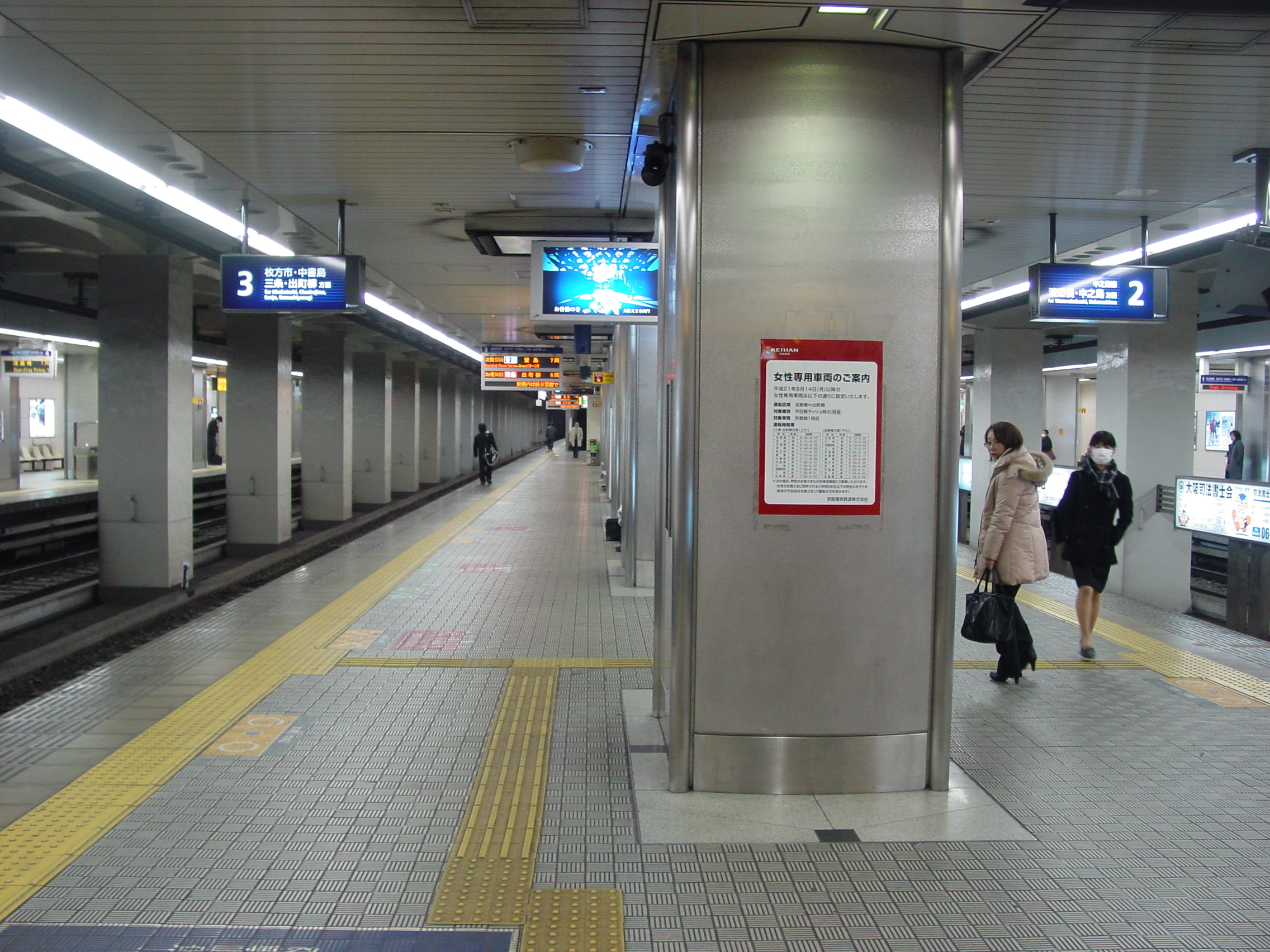
Quais de la gare Keihan

  - voies 1 et 3 : direction Hirakatashi et Sanjō (interconnexion avec la ligne Keihan Ōtō pour Demachiyanagi)
  - voie 4 : direction Yodoyabashi
- Ligne Keihan Nakanoshima :
  - voie 2 : direction Nakanoshima

#### Métro d'Osaka
- Ligne Tanimachi :
  - voie 1 : direction Yaominami
  - voie 2 : direction Dainichi

## Dans les environs
- Bureaux de TV Osaka
- Siège social de Capcom
- Siège d'Osaka de la Monnaie du Japon